# ماریو
ماریو Mario (ژاپنی: マリオ هپبورن: Mario) که در ایران با نام قارچ خور هم شناخته می شود، یک شخصیت داستانی از مجموعه بازی‌های ویدئویی سوپر ماریو که توسط طراح بازی‌های ویدئویی شرکت نینتندو، شیگرو میاموتو خلق شده‌است. ماریو به عنوان شخصیت اصلی، نماد، سمبل شانس‌بیار این مجموعه بازی به‌شمار می‌رود که از زمان خلقش، در بیش از ۲۰۰ بازی ویدئویی حضور پیدا کرده‌است. ماریو یک لوله‌کش ایتالیایی کوتاه قد و سیبیلو است و یک برادر کوچکتر به نام لوئیجی دارد. او اغلب به دنبال راهی برای نجات پرنسس پیچ که اسیر باوزر (شخصیت منفی سری بازی های ماریو) شده، است. او برای اولین بار با نام جامپ‌من در بازی دانکی کنگ در سال ۱۹۸۱ ظاهر شد. ماریو معروف ترین شخصیت در تاریخ بازی‌های ویدئویی است. به طوری که همه با شنیدن نام ماریو در یک لحظه یاد لوله‌کش دوست داشتنی نینتندو می افتند. 
مجموعه بازی ماریو با فروشی بیش از ۲۶۰ میلیون نسخه، بهترین بازی ویدئوییِ فروخته شده در همهٔ دوران‌ها به حساب می‌آید. لازم به ذکر است که بازی برادران سوپر ماریو جانی دوباره به صنعت بازی های ویدیویی بخشید.